# Ove Andersen (fodboldspiller)
 For alternative betydninger, se Ove Andersen. (Se også artikler, som begynder med Ove Andersen)
Ove Andersen (født 30. juni 1937 i København, død 28. oktober 2022) var en dansk fodboldlandsholdsspiller.
Ove Andersen spillede hele sin karriere i Brønshøj Boldklub, hvor han allerede som 17-årig debuterede på klubbens divisionshold. Han nåede at spille 128 kampe for klubben og score 84 mål.
I 1955 debuterede han på landsholdet, som Brønshøj Boldklubs første A-landsholdsspiller, i en kamp mod Island. Han var da kun 18 år og tre dage, hvilket gjorde ham til den på det tidspunkt yngste landsholdsdebutant. Dette er senere kun overgået af Harald Nielsen og Michael Laudrup
.
Ove Andersens karriere bar præg af en alvorlig knæskade, som han pådrog sig i en ungdomslandskamp mod England i 1956. Da havde han nået at spille ti kampe på A-landsholdet, og først 9 år senere fik han sine sidste to af i alt 12 landskampe. Det blev til i alt fem landsholdsmål.
Desuden spillede han en enkelt B-landskamp, to U21-landskampe og en U19-landskamp.